# Rhabdoblatta bazyluki
Rhabdoblatta bazyluki är en kackerlacksart som beskrevs av Bei-Bienko 1970. Rhabdoblatta bazyluki ingår i släktet Rhabdoblatta och familjen jättekackerlackor.
Artens utbredningsområde är Vietnam. Inga underarter finns listade i Catalogue of Life.